# Erronea pallida
Erronea pallida là một loài ốc biển, là động vật thân mềm chân bụng sống ở biển trong họ Cypraeidae, họ ốc sứ

## Miêu tả
Loài này có kích thước giữa Shell size 13mm và 34 mm

## Phân bố
Loài này phân bố ởdọc theo Vịnh Oman, Philippines và ở Ấn Độ Dương dọc theo Kenya.